# Lichnanthe defuncta
Lichnanthe defuncta là một loài bọ cánh cứng trong họ Glaphyridae. Loài này được Wickham miêu tả khoa học năm 1910.